# Cathlamet
La ville de Cathlamet (en anglais [kæθˈlæmɪt]) est le siège du comté de Wahkiakum, situé dans l'État de Washington, aux États-Unis. Sa population s’élevait à 532 habitants lors du recensement de 2010, estimée à 553 habitants en 2017.

## Histoire
Avant l'arrivée des Européens, Cathlamet est l'une des plus grands villages amérindiens le long de la Columbia et à l'ouest de la chaîne des Cascades, et est habité par les Kathlamet (en).

## Démographie
| Groupe            | Cathlamet | Washington | États-Unis |
| ----------------- | --------- | ---------- | ---------- |
| Blancs            | 94,7      | 77,3       | 72,4       |
| Métis             | 2,3       | 4,7        | 2,9        |
| Asiatiques        | 1,1       | 7,2        | 4,8        |
| Amérindiens       | 0,9       | 1,5        | 0,9        |
| Autres            | 0,8       | 5,7        | 6,4        |
| Afro-Américains   | 0,2       | 3,6        | 12,6       |
| Total             | 100       | 100        | 100        |
|                   |           |            |            |
| Latino-Américains | 3,4       | 11,2       | 16,7       |

Selon l'American Community Survey, pour la période 2011-2015, 95,61 % de la population âgée de plus de 5 ans déclare parler anglais à la maison, alors que 2,28 % déclare parler l'espagnol et 2,11 % une autre langue.

## Source
- (en) Cet article est partiellement ou en totalité issu de l’article de Wikipédia en anglais intitulé « Cathlamet, Washington » (voir la liste des auteurs).

1. ↑  Thomas Nelson Strong, Cathlamet on the Columbia : recollections of the Indian people and short stories of early pioneer days in the valley of the lower Columbia River, Portland, Binfords & Mort, 1906 (lire en ligne).
2. ↑  (en) « Cathlamet, WA Population - Census 2010 and 2000 », sur censusviewer.com.
3. ↑  (en) « Population of Washington - Census 2010 and 2000 », sur censusviewer.com.
4. ↑  (en) « Language spoken at home by ability to speak english for the population 5 years and over », sur factfinder.census.gov.